# Брюнефлуд, Кен
Кен Брю́нефлуд (швед. Ken Bruneflod; род. 16 января 1947) — шведский кёрлингист.
В составе мужской сборной Швеции участник чемпионата мира 1979 (заняли седьмое место). Чемпион Швеции среди мужчин.
Играл на позиции третьего.

## Достижения
- Чемпионат Швеции по кёрлингу среди мужчин: золото (1979).

## Команды
| Сезон   | Четвёртый   | Третий        | Второй              | Первый       | Турниры                      |
| ------- | ----------- | ------------- | ------------------- | ------------ | ---------------------------- |
| 1978—79 | Андерс Гран | Кен Брюнефлуд | Карл-Эрик Брюнефлуд | Рогер Бредин | ЧШМ 1979 · ЧМ 1979 (7 место) |

(скипы выделены полужирным шрифтом)

## Частная жизнь
Из семьи кёрлингистов: его отец Карл-Эрик Брюнефлуд — чемпион Швеции, они вместе играли в мужской сборной Швеции на чемпионате мира 1979.